# Eutelsat 48D/Afghansat 1
O Eutelsat 48D/Afghansat 1, (anteriormente chamado de Eutelsat W2M, Eutelsat 48B e Eutelsat 28B) é um satélite de comunicação geoestacionário construído pelas empresas EADS Astrium e ISRO que está localizado na posição orbital de 48 graus de longitude leste e foi operado inicialmente pela Eutelsat e atualmente ele é operado pelo Ministério da Comunicação e Informação do Afeganistão. O satélite foi baseado na plataforma I-3K (I-3000) Bus e sua vida útil estimada é de 15 anos.

## História
Em 28 de janeiro de 2009, a Eutelsat anunciou que não iria integrar o satélite à sua frota devido ao que foi descrito como uma "grande anomalia que afeta o subsistema de energia do satélite".
Embora a Eutelsat tinha inicialmente declarado que, devido ao fracasso parcial do sistema, o satélite não seria integrado à sua frota de satélites, após o fracasso em órbita do Eutelsat W2 em janeiro de 2010, a Eutelsat decidiu reintegrar o Eutelsat W2M na posição orbital de 16 graus de longitude leste para o fornecimento limitado de serviços de back-up para o fracassado satélite Eutelsat W2. No final de agosto de 2012, a Eutelsat confirmou que ele havia sido transferido de lugar e estava localizado na posição orbital de 28,5 graus leste, porque os serviços do Eutelsat 28A havia começado a sofrer falta de força do sinal.
Em 1 de março de 2012 a Eutelsat adotou uma nova designação para sua frota de satélites, todos os satélites do grupo assumiram o nome Eutelsat associada à sua posição orbital e uma letra que indica a ordem de chegada nessa posição, então o satélite Eutelsat W2M recebeu o nome Eutelsat 28B.
Em janeiro de 2014, o satélite foi alugado para o Ministério das Comunicações e Informação do Afeganistão. Sob o acordo de vários anos, a Eutelsat passaria o satélite de sua posição orbital de 28,5 graus de longitude leste para 48 graus leste até o final de fevereiro de 2014. A partir daí, o satélite, sería rebatizado para Afghansat 1, e iria cobrir todo o território nacional afegão e uma grande fatia da Ásia Central e Oriente Médio. O fim de sua utilização operacional em órbita estável está previsto para 2020.

## Lançamento
O satélite foi lançado ao espaço no dia 20 de dezembro de 2008 às 22:35 UTC, por meio de um veículo Ariane 5 ECA a partir do Centro Espacial de Kourou, na Guiana Francesa, juntamente com o satélite Hot Bird 9. Ele tinha uma massa de lançamento de 3.460 kg.

## Capacidade e cobertura
O Eutelsat 48D/Afghansat 1 está equipado com 32 transponders de banda Ku que cobrem a Europa, Ásia Central e Oriente Médio, bem como proporciona a continuidade dos serviços de programas de TV sobre o Oceano Índico com um feixe direcional. Devido à anomalia que ocorreu pouco depois do seu lançamento o satélite está funcionando com cerca de 50% de sua capacidade original.